# Crucibulum umbrella
Crucibulum umbrella är en snäckart som först beskrevs av Gérard Paul Deshayes 1830.  Crucibulum umbrella ingår i släktet Crucibulum och familjen toffelsnäckor. Inga underarter finns listade i Catalogue of Life.